# Cape No.7
Cape No. 7 (tiếng Trung: 海角七號; bính âm: Hǎijiǎo Qī Hào; Bạch thoại tự: Hái-kak Chhit-hō) là một bộ phim nhạc kịch lãng mạn Đài Loan năm 2008 được viết và đạo diễn bởi Wei Te-sheng, bộ phim chuyển động đầy đủ đầu tiên của ông. Bộ phim bằng tiếng Đài Loan và tiếng Quan thoại với những câu thoại quan trọng bằng tiếng Nhật. Trước khi phát hành thương mại, bộ phim đã được công chiếu trên toàn thế giới vào ngày 20 tháng 6 năm 2008 tại 2008Liên hoan phim Đài Bắc là bộ phim khai mạc. Bộ phim sau đó đã giành được 3 giải thưởng tại liên hoan phim.
Trước bộ phim này, hai diễn viên hàng đầu Van Fan và Chie Tanaka chỉ có kinh nghiệm diễn xuất nhỏ trong khi một số vai phụ được lấp đầy bởi những người không phải là diễn viên. Ngay cả khi không có chiến dịch quảng bá mạnh mẽ, bộ phim đã trở nên cực kỳ nổi tiếng ở Đài Loan, vào ngày 1 tháng 11 năm 2008, nó đã trở thành bộ phim có doanh thu cao thứ hai trong lịch sử điện ảnh của đất nước, sau Titanic của James Cameron. Bộ phim đã thu về hơn 13.804.531 đô la Mỹ kể từ khi phát hành. Đây hiện cũng là bộ phim nội địa Đài Loan có doanh thu cao nhất.
Bộ phim đã giành được 15 giải thưởng cho đến nay, bao gồm 6 giải thưởng tại Golden Horse Awards 2008. Đây cũng là mục nhập của Đài Loanđể cạnh tranh trong Giải thưởng Hàn lâm lần thứ 81 cho Phim nói tiếng nước ngoài hay nhất, mặc dù nó không đảm bảo một đề cử.

## Cốt truyện
Vào những năm 1940 gần cuối kỷ nguyên Đài Loan của Nhật Bản, một giáo viên giấu tên (Atari) được phái đến thị trấn cực nam Hengchun yêu một cô gái địa phương tên là Kojima Tomoko (Liang). Sau sự đầu hàng của Nhật Bản, giáo viên buộc phải trở về nước vì Đài Loan được đặt dưới sự kiểm soát hành chính của Trung Hoa Dân Quốc. Trong chuyến đi về nhà, anh viết bảy bức thư tình để bày tỏ sự hối tiếc vì đã rời Kojima Tomoko, người ban đầu dự định sẽ trốn đi cùng anh đến Nhật Bản.
Hơn 60 năm sau, Aga (Fan), một ca sĩ nhạc rock trẻ đang gặp khó khăn rời Đài Bắc để trở về quê hương Hengchun. Ở đó, cha dượng của anh (Ma), Đại diện Hội đồng thị trấn, sắp xếp một vị trí cho anh làm người đưa thư, thay thế ông già Mao (C. Lin) già nua, nghỉ phép sau một tai nạn xe máy bị gãy chân. Một ngày nọ, Aga tình cờ thấy một mảnh thư không gửi được mà đáng lẽ phải trả lại cho người gửi ở Nhật Bản; con gái của giáo viên người Nhật đã mất, đã quyết định gửi những bức thư tình chưa gửi đến Đài Loan sau khi phát hiện ra chúng. Aga giữ và mở gói bất hợp pháp để khám phá nội dung của nó, nhưng địa chỉ cũ kiểu Nhật Bản "Mũi số 7, quận Kōshun, tỉnh Takao " không thể tìm thấy nữa.
Trong khi đó, một khách sạn nghỉ dưỡng địa phương ở Công viên Quốc gia Kenting gần đó đang tổ chức một buổi hòa nhạc trên bãi biển với ca sĩ nhạc pop Nhật Bản Kousuke Atari, nhưng cha dượng của Aga sử dụng vị trí chính thức của mình để khẳng định rằng ban nhạc mở đầu bao gồm người dân địa phương. Tomoko (Tanaka), một người mẫu thời trang Nhật Bản nói tiếng phổ thông được phái đến Hengchun, được giao nhiệm vụ khó khăn trong việc quản lý ban nhạc lắp ráp vội vã này, do Aga dẫn đầu cùng với sáu người dân địa phương khác. Sau một thời gian thử thách bực bội, Aga và Tomoko bất ngờ bắt đầu một mối quan hệ. Với sự giúp đỡ của người giúp việc khách sạn Mingchu (S. Lin), người được tiết lộ là cháu gái của Kojima Tomoko, Tomoko giúp Aga tìm được người nhận đúng bảy bức thư tình. Tomoko sau đó nói với Aga rằng cô dự định trở về Nhật Bản sau buổi hòa nhạc vì lời mời làm việc. Sau khi trả lại bảy bức thư tình,

## Truyền
| Diễn viên                 | Vai trò                                                              | Lưu ý |
| ------------------------- | -------------------------------------------------------------------- | --- |
| Quạt Van                  | Aga                                                                  | Ca sĩ chính của ban nhạc. Người bản địa Hengchun gần đây đã trở lại thị trấn sau khi không tìm thấy thành công ở Đài Bắc. |
| Chie Tanaka               | Tomoko                                                               | Người mẫu và đại lý Nhật Bản được giao nhiệm vụ tổ chức ban nhạc địa phương. |
| Kousuke Atari             | Giáo viên Nhật Bản trong cảnh hồi tưởng / chính mình trong hiện tại. | Anh ấy là một ngôi sao nhạc pop thực tế ngoài đời |
| Rachel Lương              | Kojima Tomoko (小島 友) trong những cảnh hồi tưởng.                  | Bị người yêu bỏ lại. |
| Johnny CJ Lin (林宗仁)    | Mao già                                                              | Người phát thơ; yueqinist, bassist và tambourineist trong ban nhạc, gần 80 tuổi.Tự hào vì có tài năng của mình được yueqin gọi là "báu vật quốc gia" và tuyệt vọng thực hiện trong mọi khả năng có thể. Có khả năng nói tiếng Nhật. |
| Ming Hlahoma (雄)         | Rauma                                                                | Ngắn luyện Cảnh sát của Rukai tộc nguồn gốc; guitarist trong ban nhạc. Bị vợ bỏ.Rời khỏi lực lượng đặc nhiệm của cảnh sát Đài Loan cho vợ trước khi cô bỏ rơi anh.                                                                  |
| Ying Wei-Min (蔚 民)      | Ếch                                                                  | Thợ cơ khí trong một cửa hàng xe máy địa phương; tay trống của ban nhạc. Đắm đuối với vợ của ông chủ. |
| Ma Niên-hsien (馬 念)     | Malasun                                                              | Nhân viên bán rượu siêng năng của Hakka có nguồn gốc từ làng Baoli gần đó, thị trấn Checheng; tay bass trong ban nhạc. |
| Joanne Yang (蕎 安)       | Dada                                                                 | Bé gái 10 tuổi chơi piano trong nhà thờ địa phương; bàn phím trong ban nhạc. |
| Bjanav Zenror (耐 夫)     | Tiếng Olalan                                                         | Cha của Rauma; cảnh sát; cựu bassist trong ban nhạc. |
| Ma Ju-phổi                | Hong Kuo-jung, Đại diện Hội đồng thị trấn                            | Cha dượng của Aga; khăng khăng cho phép tài năng địa phương biểu diễn trong buổi hòa nhạc. |
| Hsiao-Lan Pei (小嵐)      | Mẹ của Aga                                                           | |
| Chang Kuei (魁)           | Quản lý khách sạn                                                    | Dưới áp lực từ cha dượng của Aga, đã buộc phải cho phép ban nhạc được thành lập bởi người dân địa phương biểu diễn trong buổi hòa nhạc.                                                                                             |
| Shino Lin                 | Lâm Minh Mãn                                                         | Người giúp việc khách sạn; có khả năng nói tiếng Nhật. Cháu gái của Kojima Tomoko và mẹ của Dada. |
| Lee Pei-chen (李佩 甄)    | Vợ sở hữu xe máy                                                     | Buxom, với con trai ba. Vợ của ếch và sự mê đắm. |
| Chang Hsin-yan            | Meiling                                                              | Nhân viên tiếp tân khách sạn. Ban đầu có tranh chấp nhưng sau đó đã phát triển mối quan hệ ngắn ngủi với Malasun. |
| Yukihiko Kageyama (山 彦) | Người kể chuyện về những bức thư tình của thầy                       | Chỉ giọng nói |

## Sản xuất
Cảm hứng về Cape số 7 xuất hiện vào tháng 7 năm 2004 khi đạo diễn Wei đọc báo cáo về một người đưa thư Yunlin, người đã gửi thành công một mẩu thư được gửi theo phong cách Nhật Bản cũ - người gửi là chủ cũ của người nhận Nhật Bản. Wei quyết định làm một bộ phim dựa trên câu chuyện này, với hy vọng tài trợ cho bộ phim sử thi được chờ đợi từ lâu của anh, Seediq Bale, có vấn đề để đảm bảo lợi ích tài chính.
Đến cuối năm 2006, Wei đã hoàn thành kịch bản của Cape số 7. Sau đó, ông đã được trao 5 triệu Đài tệ vì đã giành được "Quỹ phim trong nước" từ Văn phòng Thông tin Chính phủ Đài Loan. Wei nói rằng ông đã chọn Hengchun làm bối cảnh của bộ phim do sự phong phú của nó trong sự tương phản: những ngọn núi cùng với những bãi biển; những khu phố cổ gần các khách sạn nghỉ dưỡng hiện đại; dân số già với thanh niên làm việc tại Đài Bắc; nhân khẩu học đa dạng với Hoklo, Hakka, người đại lục, thổ dân Đài Loanvà khách du lịch quốc tế; sự thay đổi thời tiết giữa miền nam nhiệt đới phía nam Đài Loan và Nhật Bản đầy tuyết. Wei tin rằng một khung cảnh như vậy sẽ cung cấp bối cảnh lý tưởng cho chủ đề "hài hòa trong đa dạng" của Mũi số 7.
Bộ phim được quay từ tháng 9 đến tháng 11 năm 2007 tại Hengchun và các thị trấn Checheng và Manjhou lân cận, nằm trên bán đảo Hengchun của huyện Pingtung. Bối cảnh cho 'Khách sạn lâu đài' (nơi tổ chức buổi hòa nhạc và tại đó người mẫu Tomoko ở lại) là Château Beach Resort ngoài đời thực tại Kenting. Một vài cảnh cũng được quay tại Fangliao Township và Jiadong Township của Pingtung County, Sân bay Quốc tế Kaohsiung, Ximending và huyện Văn Sơn ở Đài Bắc. Cảnh cuối cùng giới thiệu giáo viên người Nhật (Kousuke Atari) và những người Nhật Bản khác rời Đài Loan bằng tàu được quay trong một nhà máy bia bỏ hoang ở Đài Trung với hơn 500 diễn viên phụ. Trước khi quay phim, Chie Tanaka đã ở Đài Loan 15 tháng để học tiếng Trung Quốc nên cô không gặp vấn đề lớn nào trong việc đối phó với các câu thoại Trung Quốc trong phim. Kousuke Atari đóng vai chính mình và là giáo viên Nhật Bản thập niên 1940 trong bộ phim này.
Khi sản xuất vượt quá ngân sách, Wei gặp vấn đề trong việc đảm bảo nguồn vốn bổ sung; sau đó ông đã tái cấp vốn cho ngôi nhà của mình và buộc gia đình phải trả 30 triệu đô la (khoảng 900.000 đô la Mỹ) trước khi trả nợ. Các thành viên diễn viên Pei-Chen Lee và Chang Hsin-yan tiết lộ rằng trong quá trình quay phim, Wei hầu như không đủ khả năng chi trả cho các cuộn phim và chỗ ở cho đoàn làm phim. Wei sau đó nói rằng sự tiếp đón nhiệt tình của bộ phim này sẽ giúp anh quản lý các khoản nợ của mình.
Wei tin rằng "những bộ phim được chiếu trên màn hình trước khi kết thúc kỳ nghỉ hè năm 2007 đều là 'cược an toàn'", bởi vì họ tránh được sự cạnh tranh từ các bộ phim bom tấn Hollywood. Wei đã theo lý thuyết này khi anh phát hành Cape số 7 vào năm 2008. Bên cạnh đó, Wei tập trung vào việc quảng bá bộ phim. Bộ phim được công chiếu vào tháng 7 năm 2008 và thu hút sự quan tâm của Buena Vista International, công ty đã tạo ra 50 bản sao của bộ phim và phân phối chúng trên toàn quốc vào tháng 8.
Phiên bản sân khấu dài 133 phút của bộ phim đã được chỉnh sửa từ lần cắt đầu tiên là 160 phút. Cảnh tình yêu của Aga và Tomoko đã được rút ngắn, và một số đoạn hội thoại của họ trước khi cảnh tình yêu cũng bị cắt. Phiên bản cuối cùng được rút ngắn ở Trung Quốc đại lục sau khi cơ quan điện ảnh của chính phủ cắt ra hơn nửa giờ của bộ phim cho mục đích chính trị. Tuy nhiên, vi phạm bản quyền tràn lan ở Trung Quốc đại lục đã thấy phiên bản chưa được chỉnh sửa được phân phối thông qua các quầy hàng trên đường phố và internet.
Tiếp thị của bộ phim được kết hợp với hàng hóa phong phú, bao gồm CD nhạc phim gốc, sách, tiểu thuyết, phụ kiện, tour du lịch và các buổi hòa nhạc. Bộ phim đã đóng góp du lịch cho Hengchun, và đặc biệt là đã thúc đẩy 'Khách sạn lâu đài'. Một buổi hòa nhạc được truyền hình được tổ chức với các diễn viên thể hiện một số con số trong phim.

## Âm nhạc
Một album nhạc phim được phát hành vào ngày 24 tháng 10 năm 2008 bởi Forward Music.
1. "Bức thư đầu tiên:" Tomoko, bạn vẫn đang đợi tôi chứ? "(Yukihiko Kageyama)
2. "Đừng muốn" (Van Fan)
3. "Lá thư thứ hai: Định mệnh là tội lỗi của thời đại" (Yukihiko Kageyama)
4. "Yêu em đến chết" (Joanne Yang, v.v.)
5. "Lá thư thứ ba: Tomoko, tôi đã yêu bạn ngay lúc đó" (Yukihiko Kageyama)
6. "Đi đâu" (Bjanav Zenror)
7. "Lá thư thứ tư: Tại sao gió biển luôn mang đến tiếng khóc" (Yukihiko Kageyama)
8. "To D daughter" (Patricia Ho)
9. "Lá thư thứ năm: Tomoko, tôi thực sự nhớ bạn: Ah! Rainbow!" (Yukihiko Kageyama)
10. "Hạnh phúc như có thể" (phiên bản trực tiếp từ bộ phim) (Van Fan, Johnny CJ Lin, Ming Hlahoma, Ying Wei-Min, Ma Nien-hsien, Joanne Yang)
11. "Lá thư thứ sáu: Tôi viết sự xấu hổ của mình vào lá thư cuối cùng" (Yukihiko Kageyama)
12. "Nam biên giới" (Vân Fan)
13. " Heidenröslein " (Van Fan, Kousuke Atari, Chie Tanaka)
14. "Lá thư thứ bảy và cuối cùng" (Van Fan)
15. "1945" (phiên bản hòa tấu)

Vì một lý do không xác định, album nhạc phim không bao gồm chủ đề kết thúc của bộ phim, "Phong cảnh đẹp" được thực hiện bởi Rachel Liang. [18]</sup

## Đón nhận

### Trong nước
Mặc dù bộ phim chỉ thu hút được thành công phòng vé vừa phải trong những tuần đầu tiên phát hành, nhưng nó đã được hỗ trợ bởi những lời truyền miệng mạnh mẽ, chủ yếu trên các blog và trên Hệ thống Bảng tin của Công nghệ Chuyên nghiệp (PTT), cuối cùng dẫn đến phá kỷ lục hiệu suất phòng vé.
Robert Chen, một giáo sư trợ lý của Khoa Phát thanh và Truyền hình tại Đại học Quốc gia Chengchi, cho rằng cuộc đình công của Hội Nhà văn Hoa Kỳ 2007 có thể đã làm giảm sự cạnh tranh và nhà phân phối đã tránh một cuộc đối đầu trực tiếp với The Dark Knight.
| Ngày                      | Phòng vé tích lũy tại Đài Bắc (NT $) | Cột mốc |
| ------------------------- | ------------------------------------ | --- |
| Ngày 29 tháng 8 năm 2008  | 5,66 triệu                           | |
| Ngày 11 tháng 9 năm 2008  | 28,18 triệu                          | vượt qua Secret để trở thành bộ phim bán chạy nhất Đài Loan trong lịch sử điện ảnh của hòn đảo này [20]                                                                                            |
| Ngày 18 tháng 9 năm 2008  | 51,99 triệu                          | |
| Ngày 27 tháng 9 năm 2008  | 109 triệu                            | vượt qua The Dark Knight ' s 109 triệu tích lũy Đài kỷ lục bán hàng [21] |
| Ngày 4 tháng 10 năm 2008  | 151 triệu                            | vượt Lust, Caution ' s 136 triệu tích lũy Đài kỷ lục bán hàng [22] |
| Ngày 6 tháng 10 năm 2008  | 164 triệu                            | vượt Police Story 3 ' tích lũy Đài kỷ lục doanh thu 156 triệu để trở thành bộ phim mandarin-ngôn ngữ bán chạy nhất trong lịch sử Đài Loan [23]                                                     |
| Ngày 14 tháng 10 năm 2008 | 201 triệu                            | vượt qua The Lord of the Rings: The Return of the King ' s 200 triệu tích lũy kỷ lục bán hàng Đài Bắc để trở thành bộ phim đầu bán chạy thứ 4 trong lịch sử Đài Loan [24]                          |
| Ngày 19 tháng 10 năm 2008 | 215 triệu                            | vượt qua The Lost World: Jurassic Park ' s 213 triệu tích lũy Đài kỷ lục bán hàng để trở thành bộ phim đầu bán chạy thứ 3 trong lịch sử Đài Loan [3]                                               |
| Ngày 1 tháng 11 năm 2008  | 225,7 triệu                          | vượt Jurassic Park 's 225,2 triệu tích lũy Đài kỷ lục bán hàng để trở thành bộ phim đầu bán chạy thứ 2 trong lịch sử Đài Loan, chỉ đằng sau của đạo diễn James Cameron Titanic ' s 387,8 triệu [3] |
| Ngày 12 tháng 12 năm 2008 | 232 triệu                            | Phòng vé cuối cùng ở Đài Bắc (tổng cộng 530 triệu cho cả nước) [3] |

Các nhà phê bình cho rằng thành công phòng vé của bộ phim là sự miêu tả trung thực về vùng nông thôn miền nam Đài Loan; [25] sự cộng hưởng cảm xúc mạnh mẽ giữa những người xem lớn tuổi; [26] giai điệu hài hước, nhân vật lạc quan và biểu diễn âm nhạc. [27] [28]
Bộ phim đã được các nhà phê bình sử dụng một ví dụ để phân tích cách chia sẻ lợi nhuận của bộ phim ở Đài Loan. Ước tính doanh thu từ bộ phim vào khoảng 520 triệu NTD và chi phí sản xuất là 50 triệu NTD. Sau khi trừ chi phí sản xuất, 60% lợi nhuận được chuyển đến rạp chiếu phim, 10% cho nhà phân phối. Giám đốc được 10%, khoảng 140 triệu Đài tệ. [29]

### Quốc tế
Bộ phim đã thu hút sự chú ý rộng rãi tại Liên hoan phim quốc tế Pusan 2008, nơi bản quyền phát sóng của nó đã được bán thành công cho Hồng Kông; Hàn Quốc; Malaysia và Brunei, [30]thông qua Astro Entertainment Sdn Bhd [31] và All Asia Multimedia Network, cả hai công ty con của tập đoàn truyền hình trả tiền Malaysia Astro All Asia Networks; và Singapore. [32] Ngày phát hành tại Hồng Kông là vào ngày 20 tháng 11 năm 2008 và bộ phim được xếp hạng đầu tiên trong tuần đầu tiên phát hành. [33] Các nhà phê bình địa phương nhận thấy bộ phim này "dân sự, hài hước và thân thiện".[34] Ngày phát hành tại Singapore ban đầu là ngày 1 tháng 1 năm 2009 nhưng các nhà phân phối đã quyết định phát hành bộ phim này sớm hơn vào ngày 27 tháng 11 năm 2008 để đáp ứng nhu cầu của người dân Singapore và chống vi phạm bản quyền. [35] [36] Bộ phim đượccông chiếu tại Hoa Kỳ vào ngày 10 tháng 10 năm 2008 tại Honolulu tại Liên hoan phim quốc tế Hawaii, nơi nó đã giành giải thưởng Hoa lan vàng Halekulani cho tác phẩm tự sự hay nhất. [37] Buổi ra mắt tại Hoa Kỳ lục địa là vào ngày 12 tháng 12 năm 2008 tại Los Angeles. [38]

## Tranh cãi
- Tờ United Daily News đã xuất bản một bài xã luận chỉ trích bộ phim là "bị hủy hoại bởi những suy nghĩ thuộc địa trong thời kỳ Nhật Bản" vào ngày 25 tháng 9 năm 2008 [39]
- Tại Lễ hội Pusan 2008, một phó giám đốc Văn phòng Thông tin Chính phủ Đài Loan đã bị cấm tham dự lễ bế mạc do áp lực chính trị từ Cộng hòa Nhân dân Trung Hoa. Thông tin về bộ phim cũng được lấy từ trang web của liên hoan phim. [32]
- Vào ngày 15 tháng 10 năm 2008, Wang Cho-chiun  [ zh ], Tổng Giám đốc Cơ quan Cảnh sát Quốc gia Đài Loan, đã được hỏi về suy nghĩ của anh ấy sau khi nhìn thấy Mũi số 7. Anh ta trả lời rằng trong hai cảnh anh ta cảm thấy bộ phim làm suy giảm hình ảnh của lực lượng cảnh sát Đài Loan, và hành vi như Rauma đánh Aga chắc chắn sẽ không được phép trong xã hội Đài Loan thực sự. [40]
- Trong chuyến thăm Đài Loan vào tháng 11 năm 2008, Chen Yunlin, Chủ tịch Hiệp hội Quan hệ xuyên qua eo biển Đài Loan (ARATS), đã công khai ca ngợi bộ phim này sau khi chiếu riêng. Tuy nhiên, vào ngày 28 tháng 11 năm 2008 trong một cuộc họp ARATS thường xuyên ở Bắc Kinh, Chen đã đảo ngược quan điểm của mình và tuyên bố rằng bộ phim này đã "bị hủy hoại bởi cái bóng của Nhật Bản ". Ông đề nghị bộ phim bị cấm ở Cộng hòa Nhân dân Trung Hoa. [41] Quan điểm của Chen sau đó đã bị thu hồi bởi Yang Yi (), phát ngôn viên của Văn phòng Quan hệ Đài Loan sau đó vào ngày 13 tháng 12 năm 2008. Yang nói rằng PRC đã trì hoãn việc phát hành Cape số 7chỉ do "các vấn đề kỹ thuật như dịch thuật" và ngày phát hành sẽ là ngày 26 tháng 12 năm 2008 [42] Ngày phát hành cuối cùng bị trì hoãn đến ngày 14 tháng 2 năm 2009 và phiên bản được kiểm duyệt bởi chính quyền PRC chỉ dài 100 phút: chắc chắn Tiếng lóng Hokkaidoien của Đài Loan, những từ hôi và những cảnh như tiếng Mao cổ nói tiếng Nhật đã bị cắt. [43]

## Phương tiện truyền thông gia đình [ sửa ]
Vào ngày 14 tháng 11 năm 2008, các nhà phân phối của Cape số 7 tuyên bố rằng ngày phát hành DVD / BD chính thức của bộ phim sẽ là ngày 19 tháng 12 năm 2008. Vào ngày 30 tháng 11 năm 2008, số lượng bản sao được đặt trước đã lên tới 23.000, vượt xa người giữ kỷ lục á quân ở Lịch sử điện ảnh của Đài Loan, 12.000 đặt phòng của Vua sư tử vào năm 1995. [44]

## Giải thưởng và đề cử

### Thắng
| Liên hoan phim                                         | Giải thưởng / Người nhận |
| ------------------------------------------------------ | --- |
| Liên hoan phim Đài Bắc 2008                            | ( (Giải thưởng dành cho (khán giả điện ảnh xuất sắc nhất (Chin Ting-chang) |
| Liên hoan phim biển châu Á 2008                        | Giải thưởng lớn [45] |
| Liên hoan phim quốc tế Hawaii 2008                     | Giải thưởng Hoa lan vàng Halekulani cho tác phẩm tự sự hay nhất [46] |
| Liên hoan phim quốc tế Kuala Lumpur 2008               | Quay phim tốt nhất (Chin Ting-chang) [47] |
| Giải thưởng Kim Mã 2008                                | Tốt nhất Nam diễn viên phụ (Ma Ju-phổi) tốt nhất Điểm phim gốc (Fred Lu, Lo Chi-Yi) tốt nhất Original Film Sông (Matthew Yên, Tseng Chih-Hao, Van Fan) Audience Choice Award nổi bật của Đài Loan Phim của năm xuất sắc của Đài Loan Filmmaker của năm (Wei Te-sheng) [48] |
| Giải thưởng điện ảnh châu Á lần thứ 3                  | Giải thưởng tài năng mới của Edward Yang (Wei Te-sheng) [49] |
| Giải thưởng truyền thông điện ảnh Trung Quốc lần thứ 9 | Giải thưởng đặc biệt của các thế kỷ [50] |
| Giải thưởng phê bình phim Thượng Hải năm 2009          | Phim công đức [51] |